# パブロック
パブロック（Pub rock）は、1970年代に、イギリスを中心に発生したロックの一ジャンルである。

## 概要
アメリカからイギリスに渡ったエッグズ・オーバー・イージーが、パブで演奏し始めたのが、初期のパブ・ロック・バンドの例である。その後、ブリンズリー・シュウォーツ、ドクター・フィールグッド、キルバーン&ハイローズグレアム・パーカー、ニック・ロウ、イアン・デューリーらが続いた。
ビートルズ、ローリング・ストーンズ、ザ・フー、キンクスなど、アメリカの1950-60年代のロックンロールやブルース、リズム&ブルース、フォーク・ミュージックに影響されたバンドが勃興したいわゆるブリティッシュ・インヴェイジョンが1964年以降に起きた。そのようなヒットを出せたバンドとは異なり、演奏場所が確保できないようなバンドが、シンプルな曲構成と演奏、労働者階級を意識した作詞を持ち味とし、パブで演奏し始めたのがパブロックのルーツである。The 101'ersに所属したジョー・ストラマー（ザ・クラッシュのボーカル/ギター）など、後にパンク・ロックでデビューしたロッカーの中にも、パブロック・シーンにいたミュージシャンもいた。
これらのバンドは、ロック市場が肥大化した時代とは逆に、キャパシティの小さなホール・クラブで少人数に対してライブを行うスタイルが、音楽ファンの親近感を呼んだ。パブで演奏しているバンド群「パブ・ロック」と呼ばれるようになった。エッグズ・オーバー・イージーは、それまでケンテイッシュタウンのTally Hoというジャズしか演奏しないパブで、ジャズ以外の音楽を演奏した最初のバンドになった。彼らの行動は、ニック・ロウらのローカル・ミュージシャンを大いに刺激した。
パブロックと一口に言っても音楽性は多様で、バンドごとに音楽スタイルは異なり、ロックンロールを中心にしたバンドもいれば、ブルースを主体とするバンド、カントリー・ロック、フォーク・ロックのバンド、ガレージロック・バンドなどさまざまであった。

## 代表的なアーティスト
- イアン・デューリー[注釈 3]
- エッグズ・オーバー・イージー
- エルヴィス・コステロ[注釈 4]
- カーサル・フライヤーズ[注釈 5]
- グレアム・パーカー&ルーモア[注釈 6]
- ジョニー・キッド&ザ・パイレーツ[注釈 7]
- ダックス・デラックス
- チリ・ウィリ・アンド・ザ・レッド・ホット・ペパーズ[注釈 8]
- デイヴ・エドモンズ[注釈 9]
- ドクター・フィールグッド[注釈 10]
- ニック・ロウ[注釈 11]
- ブリンズリー・シュウォーツ[注釈 1]
- ミック・グリーン
- The 101'ers